# I Would Die 4 U
I Would Die 4 You is een nummer van de Amerikaanse band Prince & The Revolution. Het is de vierde single van Prince' zesde studioalbum Purple Rain uit juni 1984. Op  28 november dat jaar werd het nummer wereldwijd op single uitgebracht.

## Achtergrond
De plaat werd een hit in Noord-Amerika, het Verenigd Koninkrijk, Frankrijk en het Nederlandse taalgebied. In thuisland de VS werd de 8e positie bereikt in de Billboard Hot 100. In Canada werd de 12e positie behaald, Frankrijk een bescheiden 123e positie en in het Verenigd Koninkrijk de 58e positie in de UK Singles Chart.
In Nederland was de plaat op vrijdag 14 december 1984 Veronica Alarmschijf op Hilversum 3 en werd een hit in de destijds drie landelijke hitlijsten op de nationale publieke popzender. De plaat bereikte de 7e positie in zowel de Nederlandse Top 40 als de Nationale Hitparade en piekte op de 4e positie in de TROS Top 50. In de Europese hitlijst op Hilversum 3, de TROS Europarade, werd de 29e positie behaald.
In België bereikte de plaat de 11e positie in de voorloper van de Vlaamse Ultratop 50 en de 13e positie in de Vlaamse Radio 2 Top 30. In Wallonië werd géén notering behaald.
Sinds de editie van december 2006 staat de plaat genoteerd in de jaarlijkse NPO Radio 2 Top 2000 van de Nederlandse publieke radiozender NPO Radio 2, met als hoogste notering een 640e positie in 2016 (het jaar van Prince's overlijden).

## NPO Radio 2 Top 2000
| Nummer met noteringen in de NPO Radio 2 Top 2000 | '06  | '07  | '08  | '09  | '10  | '11  | '12  | '13  | '14  | '15  | '16 | '17 | '18 | '19 | '20 | '21  | '22  | '23  | '24  |
| ------------------------------------------------ | ---- | ---- | ---- | ---- | ---- | ---- | ---- | ---- | ---- | ---- | --- | --- | --- | --- | --- | ---- | ---- | ---- | ---- |
| I Would Die 4 U                                  | 1585 | 1703 | 1993 | 1791 | 1330 | 1405 | 1194 | 1257 | 1536 | 1508 | 640 | 999 | 984 | 996 | 929 | 1044 | 1150 | 1195 | 1713 |

1. ↑  Een vetgedrukt getal geeft de hoogste notering aan.
2. ↑  2006 was het eerste jaar met een notering voor dit nummer.